# Rasoherina
Rasoherina (1814 - 1 tháng 4 năm 1868) (còn được gọi tên là Rasoherina-Manjaka) là Nữ hoàng Madagascar từ năm 1863 đến năm 1868, kế vị chồng của bà là Radama II sau vụ ám sát nhằm vào ông ta.

## Thơ ấu
Rasoherina, cháu gái của Nữ hoàng Ranavalona I, sinh ra Công chúa Rabodozanakandriana năm 1814, con gái của Hoàng tử Andriantsalamanandriana, của Ambohitraina và Công chúa Rafaramanjaka (Ramirahavavy). Là một phụ nữ trẻ, cô kết hôn với Raharolahy (Raharola), một chính khách thành công theo sức lực riêng của mình, người đã nhận được 15 lần tôn vinh của nhà nước và làm thư ký cho Đại sứ quán Madagascar tại Vương quốc Anh (1836–37), Bộ trưởng Ngoại giao thứ hai trong các vấn đề của Pháp (1862), Bộ trưởng Nội vụ (1862–64), Tham tán Chính phủ (1864–65) và Thống đốc Toamasina (1865). Cặp đôi này đã ly dị vào năm 1847 và cùng năm đó cô kết hôn với con trai và người thừa kế của Ranavalona, Rakoto. Khi ông kế vị mẹ vào năm 1861 với tư cách là Vua Radama II, bà được trao vương miện với tư cách hoàng hậu.

## Con đường đến ngai vàng
Rasoherina đóng vai nữ hoàng trong hai năm trước khi chính phủ của chồng bà kế vị không làm hài lòng các bộ trưởng của ông đến mức một cuộc đảo chính được tổ chức và qua đó vua Radama II bị ám sát. Một nghiên cứu được tiến hành vào những năm 1960 cung cấp bằng chứng cho thấy Radama thực tế đã sống sót sau vụ ám sát và sống đến tuổi già như một công dân bình thường bên ngoài thủ đô, mặc dù tin đồn về điều này chưa bao giờ được chứng minh là đúng vào thời điểm đó. Cái chết của ông được tin vào năm 1863, hội đồng các quan chức chính phủ Hova chịu trách nhiệm tổ chức cuộc đảo chính, do các anh em Rainivoninahitriniony và Rainilaiarivony, mời Rabodo lên ngôi với điều kiện là bà ký một hợp đồng quy định các điều kiện có hiệu lực một chế độ quân chủ lập hiến đặt quyền lực cầm quyền thực sự trong tay của Thủ tướng Chính phủ. Những điều kiện này bao gồm sự đàn áp tangena (một cách tra hỏi truyền thống bằng việc bắt tù nhân đưa tay vào nước sôi) cũng như sự bảo vệ quyền tự do tôn giáo của quốc vương. Rabodo được trao vương miện vào ngày 13 tháng 5 năm 1863 dưới danh hiệu Rasoherina.